# Condylostylus japonicus
Condylostylus japonicus är en tvåvingeart som beskrevs av Kasagi 1984. Condylostylus japonicus ingår i släktet Condylostylus och familjen styltflugor. Inga underarter finns listade i Catalogue of Life.